# Palazzo Naymo Pellicano Spina
Palazzo Naymo Pellicano Spina è un edificio storico situato a Gioiosa Ionica, in Calabria. Si tratta di uno degli esempi più significativi dell'architettura nobiliare della zona, legato alle famiglie Naymo, Pellicano e Spina, antiche casate della nobiltà locale.

## Storia
Fondato dalla famiglia Deodino a cavallo fra Quattrocento e Cinquecento è poi stato ereditato in linea diretta per successione femminile dalle famiglie Barletta, Pellicano Spina e Naymo. È il più grande edificio privato situato nel borgo medievale gioiosano, all'interno delle mura di cinta. Il palazzo sorge in particolare su un ampio tratto della muraglia di Gioiosa Ionica. Nel livello inferiore del palazzo sono ancora visibili i muri perimetrali della fortificazione ed il camminamento di ronda. Vi si accede da un portale granitico realizzato nella seconda metà del XVIII secolo, quando furono effettuati i lavori di ristrutturazione che hanno conferito al palazzo l'aspetto odierno, trasformando gli originari due corpi di fabbrica di età basso-medievale (XV secolo). Su di un bastione, ancora esistente, poggiava un lato della ""Porta Barletta. Il palazzo è caratterizzato da oltre quaranta ambienti, una biblioteca storica ed un archivio privato storico riconosciuto di interesse nazionale della Sovrintendenza ai Beni Archivistici.il palazzo appartenne originariamente alla famiglia Naymo, per poi passare per eredità e alleanze matrimoniali alle famiglie Pellicano e Spina, tra le più influenti del territorio. L’edificio ha rappresentato a lungo un punto di riferimento per la vita sociale e politica di Gioiosa Ionica. Alcuni documenti storici testimoniano la partecipazione di membri della famiglia a eventi significativi della storia calabrese.

## Architettura
Il palazzo presenta una commistione di elementi barocchi e neoclassici, con una facciata imponente caratterizzata da portali in pietra scolpita, balconi con ringhiere in ferro battuto e ampie finestre simmetriche. Gli interni custodiscono affreschi e decorazioni originali, nonché una corte interna che riflette la tipica struttura delle dimore nobiliari calabresi dell'epoca.

## Utilizzo attuale
Oggi il palazzo è parzialmente adibito a residenza privata ma viene occasionalmente aperto per visite guidate, eventi culturali e manifestazioni pubbliche, in collaborazione con enti e associazioni locali.